# Tom Thayer
Thomas Allen Thayer, detto Tom (Joliet, 12 febbraio 1961), è un ex giocatore di football americano statunitense che ha giocato nel ruolo di offensive guard nella United States Football League (USFL) e nella National Football League (NFL). Al college ha giocato a football all'Università di Notre Dame.

## Carriera professionistica
Scelto nel quarto giro del Draft NFL 1983, Thayer disputò le prime tre stagioni della carriera nella ora defunta USFL, con Chicago Blitz, Arizona Wrangles e Arizona Outlaws. Col fallimento della lega, nel 1985 passò ai Chicago Bears nella NFL, con cui vinse subito il Super Bowl XX, in cui partì come titolare contro i New England Patriots. Rimase a Chicago fino al 1992, dopo di che passò l'ultima stagione professionistica coi Miami Dolphins.

## Palmarès

### Franchigia
- Super Bowl : 1

Chicago Bears: Super Bowl XX
- National Football Conference Championship: 1

Chicago Bears: 1985

### Individuale
- PFWA All-Rookie Team - 1985

## Statistiche
NFL
| Partite totali | 126 |